# Harms (Supermarkt)
Die Karl Harms Handels GmbH & Co. KG betrieb unter dem Namen Harms (Eigenschreibweise: harms) Supermärkte, vor allem in Ostfriesland. Sitz des Unternehmens war in Jever.

## Geschichte
Die Gründung des Unternehmens erfolgte im Jahr 1907. So kaufte Gründer Friedrich Johann Harms ein Kolonialwarengeschäft in der St.-Annen-Straße in Jever. Das Geschäft umfasste auch eine Düngemittel-Handlung. Gründer Friedrich Johann Harms verstarb 1943, sein Sohn Karl Hinrich Helmut Harms, damals 23 Jahre alt, übernahm das Geschäft. In den Nachkriegsjahren eröffnete dieser ein zweites Geschäft in Wiefels. Der Standort in der St.-Annen-Straße in Jever wurde Ende der 1950er-Jahre zu einem SB-Geschäft umgewandelt. 1972 wurde aus dem Geschäft in der St.-Annen-Straße der erste Supermarkt der Region. Karl Hinrich Helmut Harms starb 1977, neuer Geschäftsführer wurde wiederum dessen Sohn  Karl Friedrich Harms. Zu diesem Zeitpunkt bestanden bereits drei Supermärkte.
1995 wieder mit einem Markt in Horumersiel die letzte Eröffnung des Unternehmens gefeiert. Für das gleiche Jahr, in dem man 30 Filialen betrieb, erwartete man einen Jahresumsatz von 140 Millionen Mark. Zum 1. Januar 2002 entschied man sich eine gleichberechtigte Partnerschaft mit der Edeka Nordwest einzugehen. Hintergrund war die voranschreitende Konsolidierung des Marktes und die Größe des Unternehmens, die ein Wirtschaften nach den bisherigen Plänen, aber auch Mithalten mit großen Wettbewerbern ausschloss. 2001 betrieb man 22 Filialen. In diesen führte man, je nach Größe der Märkte, zwischen 8.000 und 12.000 Artikel. 19 von 22 Standorten führten Backshops. Aufgrund von unterschiedlichen unternehmerischen Strategien entschied sich Harms zum Verkauf. 2003 wurden die Märkte schließlich an die Edeka verkauft und in Folge umgeflaggt. Zu Hochzeiten beschäftigte man mehr als 700 Mitarbeiter und betrieb 30 Standorte.